# Draeculacephala portola
Draeculacephala portola är en insektsart som beskrevs av Ball 1927. Draeculacephala portola ingår i släktet Draeculacephala och familjen dvärgstritar. Inga underarter finns listade i Catalogue of Life.